# آرامگاه جلال الدین محمد
مقبره جلال الدین محمدخوارزمشاه مربوط به سده‌های ۱۰ تا ۱۱ ه‍.ق است و در شهرستان خرم‌آباد، بخش پاپی، دهستان کشور، ۲ کیلومتری غرب منطقه دره نسو واقع شده و این اثر در تاریخ ۱۸ اسفند ۱۳۸۷ با شمارهٔ ثبت ۲۵۲۸۲ به‌عنوان یکی از آثار ملی ایران به ثبت رسیده است.